# Sophie de Goede
Pour les articles homonymes, voir Goede.
Pas d'image ? Cliquez ici

a Compétitions nationales et continentales officielles uniquement.

b Matchs officiels uniquement.
Sophie de Goede, née le 30 juin 1999 à Victoria (Canada), est une joueuse internationale canadienne de rugby à XV et internationale de rugby à sept évoluant au poste de troisième ligne centre à XV. Elle joue aux Saracens.
Elle a la particularité pour son poste de buter, tant en club qu'en sélection.

## Biographie
Sophie de Goede naît le 30 juin 1999 à Victoria, en Colombie-Britannique, de parents tous deux internationaux canadiens de rugby à XV : Stephanie (en) (17 sélections) et Hans de Goede (en) (24 sélections),. Elle pratique de nombreux sports pendant son enfance et son adolescence, puis au lycée se fixe sur le basket-ball et le rugby. Le club anglais des Saracens la repère dès ces années[réf. nécessaire], où elle est notamment élue jeune joueuse canadienne de l'année.
À l'été 2019, elle connaît sa première sélection en équipe du Canada contre la Nouvelle-Zélande (défaite 20-35)[réf. nécessaire].
Encore étudiante en commerce, et poussée par le fait que les cours se font à distance à la suite de la pandémie de Covid-19, elle décide de rejoindre les Sarries avant la fin de son cursus[réf. nécessaire]. Après une saison pleine à Londres (15 matchs et six essais), elle rentre au Canada et joue au Castaway Wanderers RFC[réf. nécessaire].
Elle compte quatorze sélections en équipe du Canada quand elle est retenue en septembre 2022 pour disputer la Coupe du monde en Nouvelle-Zélande.
Après la saison 2022-2023, elle fait son retour chez les Saracens. À l'automne 2023, elle participe à la première édition du WXV organisé en Nouvelle-Zélande. En mai 2023, elle fait ses débuts internationaux avec l'équipe du Canada à sept, avec pour objectif de disputer les Jeux olympiques de Paris.
Au printemps 2024, elle est retenue pour participer à la Pacific Four Series, compétition au cours de laquelle le Canada bat les États-Unis, l'Australie et la Nouvelle-Zélande. En fin de saison, elle se blesse gravement au genou durant un entrainement sans contacts : elle est forfait pour les Jeux olympiques et le WXV.
Après une saison blanche, elle est sélectionnée pour préparer la Coupe du monde 2025.

## Palmarès
- Vainqueur de la Pacific Four Series en 2024.

### Distinctions personnelles
- Élue jeune joueuse canadienne de l'année en 2016.